# Lotus 24

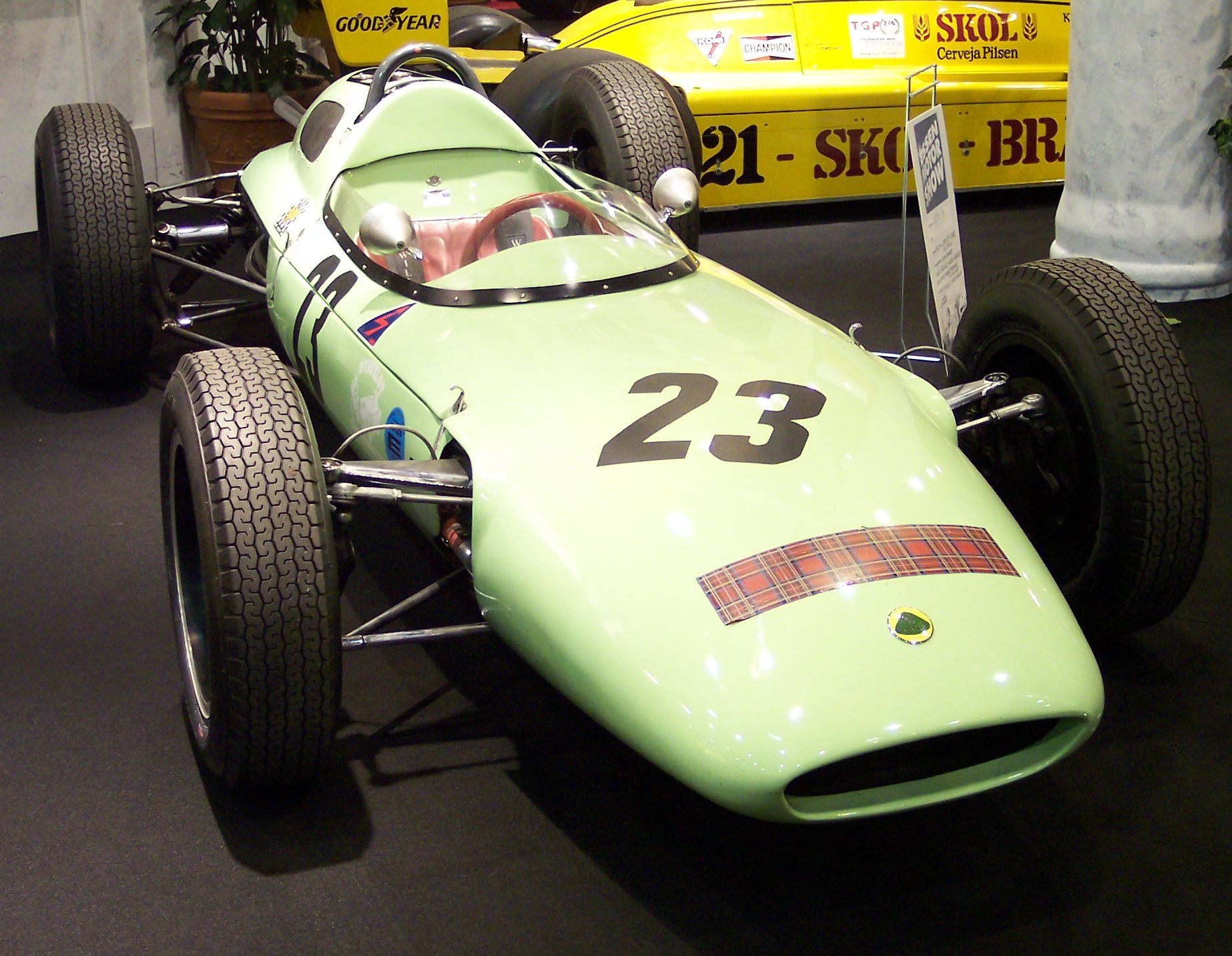
Lotus 24

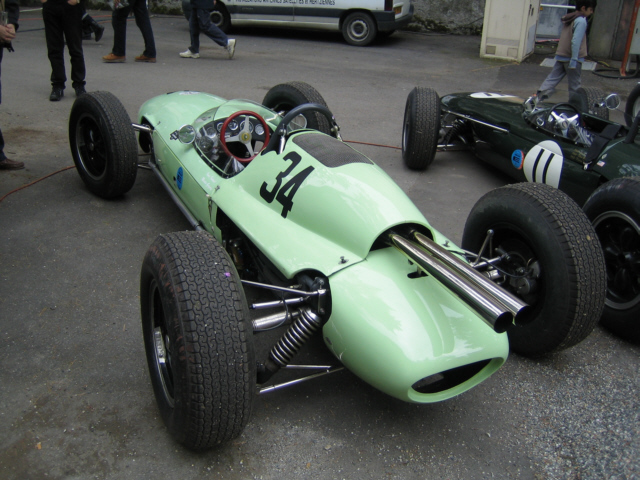
Lotus 24 mit Climax-V8-Motor

Der Lotus 24 war ein Formel-1-Rennwagen, der 1962 von Lotus entwickelt und von verschiedenen Privatteams bis 1964 eingesetzt wurde.
Der Lotus 24 war im Grunde ein verbesserter Lotus 21 mit einem Gitterrohrrahmen für den neuen 1,5-Liter-Motor von Climax. Schon bald stellte sich heraus, dass der Wagen für Lotus – wie sein Vorgänger auch – nur eine Zwischenlösung war. Schon beim Großen Preis der Niederlande im gleichen Jahr kam der Lotus 25, der die Formel revolutionieren sollte.
Die Frontpartie des 24 war voluminös und breit. 12 Stück wurden von Lotus gebaut, davon hatten sieben den Climax-FWMV-V8-Motor und fünf den V8-Motor von B.R.M. Dort ragten die acht Auspuffrohre, vier an jeder Seite, fast senkrecht aus dem Heck des Rennwagens. Auch in der Werkstatt von Reginald Parnell wurden Lotus 24 in Lizenz fertiggestellt.
War der 24 für das Werksteam nur eine Notlösung, griffen die Privatteams durchaus auf den Wagen zurück, insbesondere Rob Walker (1962), das UDT-Laystall-Team (1963–1964) und sogar das neue Team von Jack Brabham (1962). Rennfahrer von Chris Amon bis Rodger Ward fuhren den Lotus 24, darunter Weltmeister wie Jack Brabham und Phil Hill, der spätere Rennstallbesitzer Roger Penske, der Motorrad-Weltmeister Mike Hailwood und der Franzose Maurice Trintignant, der schon 1950 seinen ersten Weltmeisterschaftslauf fuhr.